# Хамдамов Рустам Усманович
Руста́м Усма́нович Хамда́мов (нар. 24 травня 1944, Ташкент, Узбецька РСР) — російський кінорежисер, сценарист та художник татарсько-узбецького походження.

## Життєпис
Народився 24 травня 1944 року в Ташкенті. Його мати була татаркою, вона переїхала з міста Гур'єва до долини річки Сирдар'я разом зі своєю родиною, рятуючись від розкуркулювання. Згодом познайомилася з Усманом Хамдамовим. Рустам Хамдамов добре вивчив російську мову завдяки своїй няні-росіянці, яка у минулому співала у хорі Нижньогородського театру. З п'яти років Хамдамов займався малюванням. Няня водила його до ташкентського театру, де він бачив виступи Майі Плісецької, слухав Григорія Пірогова та Валерію Барсову в опері Даргомижського «Русалка».
Він відмовився вступати до комсомолу, замість цього пішов до вечірньої школи, а згодом вступив до Всесоюзного державного інституту кінематографії до майстерні Григорія Чухрая. На третьому курсі зняв свій перший фільм «В горах моє серце» за оповіданням Вільяма Сарояна, зіграти у якому запросив акторку Олену Соловей. Після внутрішньої прем'єри фільму, який отримав нагороду вдіківського фестивалю, партком ВДІКу запровадив цензуру на студентські роботи, а негатив фільму було викрадено. Ця картина вплинула на фільм Андрія Кончаловського «Дворянське гніздо» (1968), на зйомках якого Хамдамов на четвертому курсі працював художником по костюмам.
У 1969 році Хамдамов завершив ВДІК. Кончаловський допоміг затвердити Хамдамова як режисера фільму «Несподівані радощі» (1972—1974), сценарій якого, присвячений життю акторки німого кіно Віри Холодної, написали сам Кончаловский та Фрідріх Горенштейн. Головні ролі мали зіграти Олена Соловей, Наталя Лєблє та Тетяна Самойлова, однак Хамдамов почав знімати фільм за власним, незатвердженим Мосфільмом сценарієм. Після першого офіційного перегляду відзнятого матеріалу фільм було знищено, Хамдамов покинув Москву та повернувся до Ташкенту. Оператор Ілля Міньковецький врятував частину матеріалів, які не потрапили до повної версії фільму.
Після ВДІКу одружився з Лілією Огієнко (Олів'є), але згодом розлучився. Син працює у Парижі.
У 1989 році Хамдамова запросили стати режисером фільму, головну роль у якому мала зіграти французька акторка Жанна Моро. Продюсером фільму, що отримав назву «Anna Karamazoff», був Серж Зільберман. Після невдалої прем'єри на Канському кінофестивалі картину було заарештовано продюсером.
У 1992—1995 роках Хамдамов, який отримав грант Жака Ширака для видатних діячів культури, жив у Парижі, де анонімно малював ескізи для будинків моди та компанії ювелірних виробів «Russian World Gallery».
У 2004 році Хамдамов створив ескізи до спектаклю Андрія Кончаловського «Чайка», прем'єра якого відбулася у Театрі імені Мосради, а рік потому вийшов його фільм-концерт «Вокальні паралелі», які він знімав протягом 9 років.
Хамдамов також був художником по костюмах у театральній постановці Андрія Кончаловського «Дядя Ваня», прем'єра якої відбулася у 2009 році.
У 2010 році фільм Хамдамова «Діаманти» було представлено у конкурсній програмі 67-го Венеційського кінофестивалю.
Хамдамов є членом Гільдії кінорежисерів Росії.

## Нагороди
Лауреат премії «Тріумф» (1996). У 2003 році був проголошений «Культурним надбанням нації». У 2003 році став першим в історії російським митцем, чиї картини були за життя прийняті до колекції Ермітажу.
Почесний член Російської академії мистецтв.

## Творчість
Картини Хамдамова знаходяться у колекціях Третьяковської галереї, музею Циммерлі університету Роткерс (США), Національної галереї міста Равенна (Італія).

## Фільмографія
- 1967 — В горах моє серце / В горах моё сердце
- 1974 — Несподівані радощі / Нечаянные радости (було перейзнято Микитою Міхалковим під назвою «Раба любові» / «Раба любви»);
- 1991 — Anna Karamazoff
- 2005 — Вокальні паралелі / Вокальные параллели
- 2010 — Діаманти / Бриллианты. Воровство
- 2017 —   / Мешок без дна